# Black Cat (Harvey Comics)
Pour les articles homonymes, voir Black Cat.

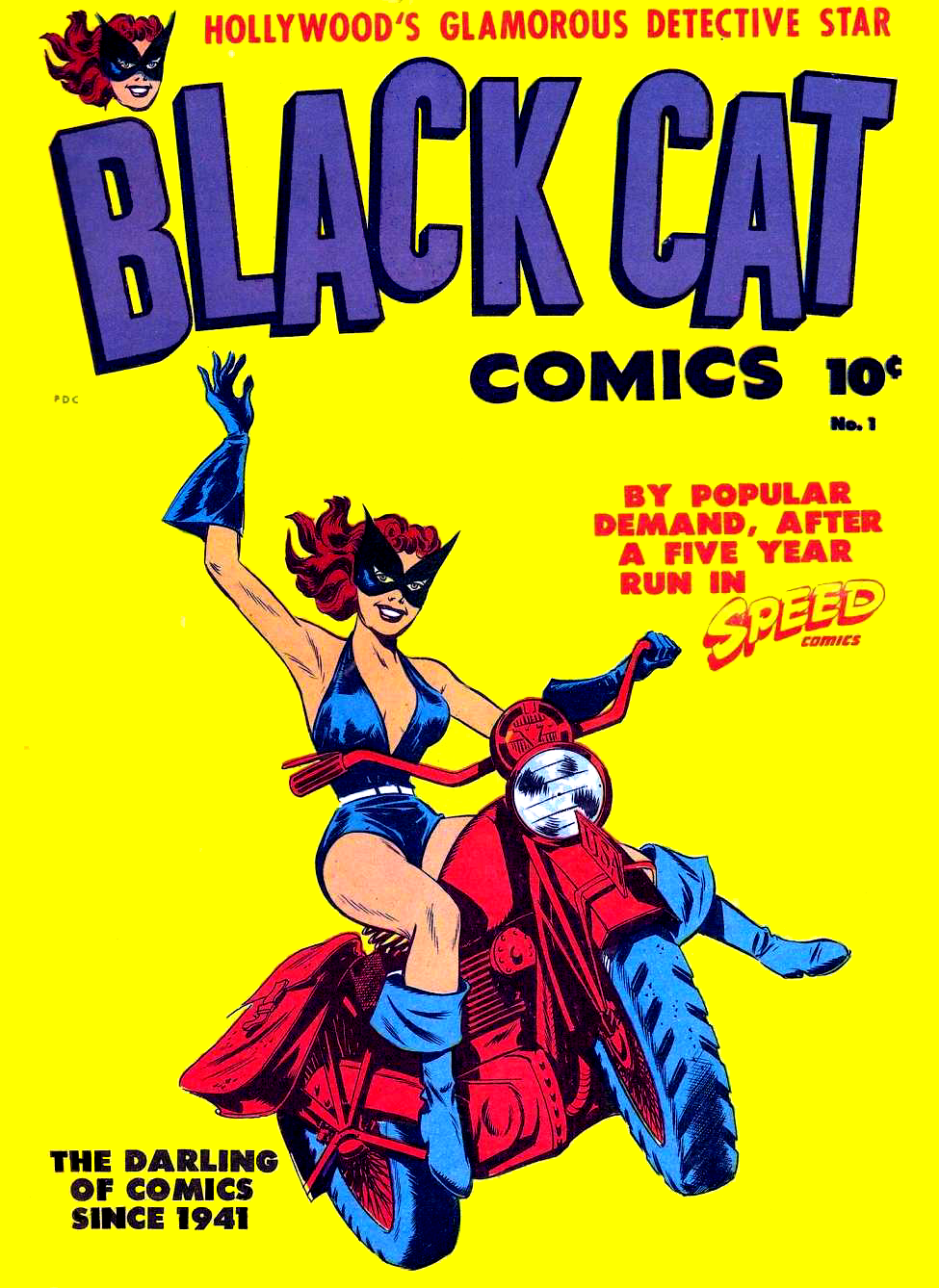
Couverture de Black Cat Comics no 1 par Joe Simon (1946).

Black Cat (« Chatte noire ») est un personnage de fiction créée par l'auteur de bande dessinée américain Al Gabriele et dont les aventures ont été publiées de 1941 à 1951 par Harvey Comics.
Black Cat est une actrice très sportive férue de mobylette qui combat le mal en général et les Nazis en particulier. Créée trois ans après Superman, c'est avec Phantom Lady et Wildfire (en) l'une des premières héroïnes masquées des comic books.

## Historique de publication

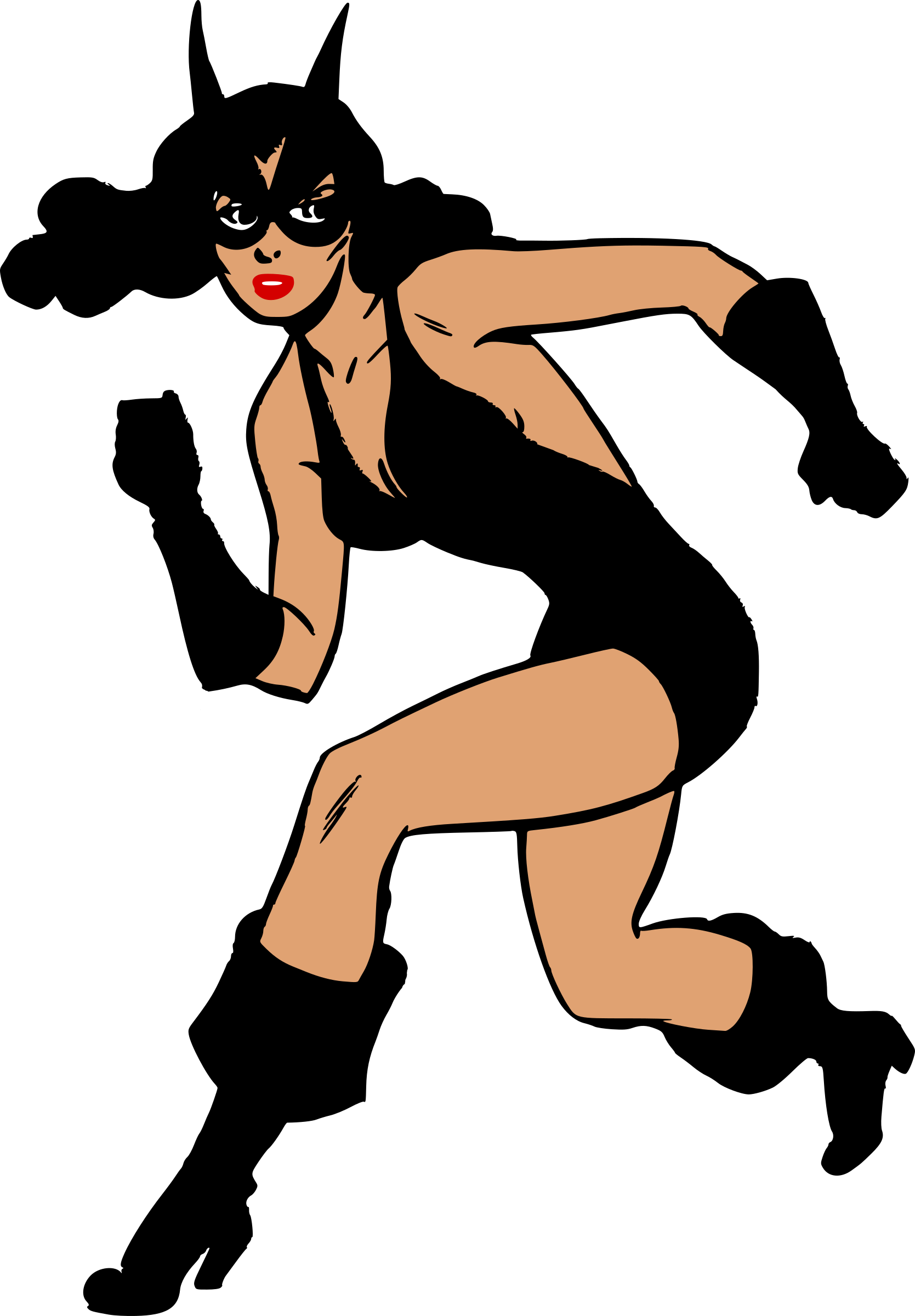
Black Cat en 1947 par Lee Elias.

Apparue dans Pocket Comics no 1 au début de l'été 1941, Black Cat est le personnage le plus populaire publié par Harvey Comics durant la guerre, et elle bénéficie à partir de l'été 1946 de son propre titre comic book bimestriel, Black Cat Comics.
Dès 1948, alors que la mode des super-héros est passée, Harvey Comics réoriente ce titre vers la bande dessinée de western, le renommant Black Cat Western, puis Black Cat Mystery Comics après 1951—Black Cat disparaît alors du comic book, bien que celui-ci contienne son nom jusqu'à son 62e et dernier numéro en avril 1963.